# Редакции на старобългарския език
В Средновековието старобългарският език се използва като писмен език в редица славянски и неславянски страни. Така се оформят различни редакции (рецензии, изводи) на старобългарския език.
Старобългарският език се разпространява и дълбоко се вкоренява в книжовната традиция на хървати, сърби и руси, а от 11-и до 17 век се използва като писмен език в Литва (където се използва западен вариант на руската редакция) и до 18 век в Румъния (където се използва среднобългарски и славяносръбски). През тази епоха старобългарският език, чрез редакциите си, измества латинския език от почти цяла Източна Европа, като от друга страна напълно изолира гръцкия език.
От културно-историческа гледна точка най-важни са сръбската, хърватската и руската редакции на старобългарския език, въз основа на които се създават богати средновековни славянски литератури.

## Най-ранни редакции на старобългарския език
Още преди да се установи като официален писмен език в родината си, старобългарският език започва разпространението си сред други славянски народи. За това е причина т.нар. моравска мисия на Кирил и Методий. Най-старите открити славянски ръкописи са отзвук от делото им. Обаче всеки народ, използвал създадения вече славянски писмен език, оставя следи от своя жив говор. Например т.нар. Фрайзингенски (Брижински) листи, писани с латиница, са представител на каринтийско-словенската редакция на старобългарския език, а отклоненията от кирилометодиевата традиция са в областта на фонетиката: ą > o, u; št > k’, žd > g’, ě > e, ę > e. Тази и останалите редакции на старобългарския книжовен език, се характеризират по-скоро с локално оцветяване, отколкото с нарушаване на цялостната му структура. На българска територия дори се създават т.нар. книжовно-правописни школи, които по същността си са пак редакции на старобългарския език, по-точно на Кирило-Методиевата норма. Паметници като Киевските листове и Пражките фрагменти са представители на моравската редакция на старобългарския език. Докато в първия ръкопис моравизмите са ограничени до предаване на št с c (=ц) и žd със z, във втория се среща и група -dl- (šьdlъ, вм. šьlъ), случаи като udariša < udarišę, vьšěchъ (<*wĭch-), вм. vьsěchъ и др.

## Книжовно-правописни школи на старобългарския език
В България диалектните особености в отделни области, чийто центрове са Преслав и Охрид, са предпоставка за обособяване на различни течения, свързани със създаването на регионален колорит в старобългарския език. Естествено дори и след изоставянето на глаголическата азбука, Кирило-Методиевата традиция е толкова силна, че присъства във всяко старобългарско произведение.
Правописните школи се характеризират с:
| Най-стара, Кирило-Методиева                                          | Преславска едноерова                                                      | Преславската двуерова                                                |
| Два знака за еров звук: ъ, ь                                         | Един знак за еров звук: ь                                                 | Два знака за еров звук: ъ, ь                                         |
| Рефлекси на сричкотворните r, l с възходяща звучност: rъ, rь, lъ, lь | Рефлекси на сричкотворните r, l с низходяща звучност: ьr, ьl              | Рефлекси на сричкотворните r, l с възходяща звучност: rъ, rь, lъ, lь |
| Два вида ы: ы < *у1 и ъj < *y3                                       | Един звук ы < *у1 и *y3                                                   | Един звук ы < *у1 и *y3                                              |
| Разлика dz ≠ z                                                       | Смесване на dz и z                                                        | Разлика dz ≠ z                                                       |
| Форма tuždь (чужд)                                                   | Форма štuždь и čuždь (чужд)                                               | Форма štuždь, čuždь и stuždь (чужд)                                  |
| Глаголна форма naricają, naricaješi                                  | Глаголна форма naričą, naričeši                                           | Глаголна форма naricają и naričą                                     |
| Минало действително причастие I: mol’ь, ljubl’ь                      | Минало действително причастие I: molivь, ljubivь                          | Минало действително причастие I: molivъ (рядко mol’ь)                |
| За гръцката дума κόσμος (свят) се използва mirъ: vьsь mirъ, mirъ sь  | За гръцката дума κόσμος (свят) се използва utvarъ: vьsь utvarь, utvarь sь | За гръцката дума κόσμος (свят) се използва mirъ: vьsь mirъ, mirъ sь  |

Има и четвърта, едноерова, с ъ школа, която не е много добре проучена.

## Хърватска редакция на старобългарския език
Тъй като има основание да се смята, че старобългарският е преминал в Хърватско под прякото Кирило-Методиево въздействие, можем да приемем, че хърватската редакция е най-старата, оставила дълбоки следи. Предполага се, че основата на славянската писменост в Хърватско са положени направо от Кирил и Методий, минавайки през Далмация на път за Рим. Съществува и друго мнение – че тя е навлязла в Хърватско под личното влияние на Методий от съседна Панония. Съществува трето становище, че основател на хърватската глаголическа традиция е Горазд, един от първите Кирило-Методиеви ученици, избягал след смъртта на Методий от Великоморавия в Хърватско. Най-старите паметници, представители на хърватската редакция на старобългарския език, са писани с кръгла глаголица, а едва по-късно се оформя т.нар. хърватска ъглеста глаголица. Характерно за тази редакция е липсата на ą и ę, замествани съответно с o и u, както и различните рефлекси на праславянските *tj, *dj.

## Сръбска редакция на старобългарския език
Най-старите писмени паметници, представители на сръбската редакция на старобългарския език са писани с кирилица и се явяват към края на 12 век (Мирославовото евангелие, Повелята на бан Кулин към дубровчаните). Това е езикът на всички сръбски църковни книжовни ръкописи до навлизането на руско-славянския или църковно-руския език.
За първоначалната сръбска редакция на старобългарския е характерно силното влияние на двете преславски школи, като предимство има едноеровата, в съответствие с особености на самия сръбски език, където не се различават вече два ера. Най-старият сръбски паметник – Мирославовото евангелие е писано с едноерова кирилица, но има и два знака за носовките ą и ę. Но по-нататък за сръбската редакция е характерно изоставяне на носовките и замяната им с оу и е, което отговаря на сръбската фонетика. От 15 век са известни две нови школи на редакция на старобългарския език: т.нар. Ресавска школа, която реформира правописа и по образец на среднобългарската търновска школа въвежда диакритични знаци; другата школа е т.нар. босанска школа, отразяваща в правописната си система диалектното състояние в една сръбско-хърватска област, а именно на т.нар. икавизъм – за [i] се употребяват трите знака за [i], [y] и [ě], а смесването на [i] и [y] е по начало характерна черта за южнославянските езици, в които [y] се уеднаквява по звучене с [i].

## Руска редакция на старобългарския език
През 10 век бива прието християнството и в Киевска Рус и за това на първо време са нужни богослужебни книги, написани на разбираем език. През 10 век такъв език е само старобългарският книжовен език. По този начин се оформя и руската (източнославянската) редакция на старобългарския, в която само голямата носовка се заменя с оу, a още в първите руски паметници се наблюдава смесване между знаците за [ě] и [ja], които в източнославянски вече имат еднаква фонетична стойност. В този книжовен вариант се запазват основните фонетични особености на старобългарския:
- Непълногласни съчетания [ra], [rě], [la], [lě], вместо пълногласни източнославянски [oro], [ere], [ole], [elo]
- Съчетания [ra], [la] в началото на думи, пред съгласни, там където според източнославянските норми би трябвало да бъде [ro], [lo]
- Употреба на ръ, лъ, рь, ль, вместо източнославянските ър, ъл, ьр, ьл между съгласни.
- Съчетания жд и шт, вместо ж и ч (<*dj, *tj, *gt’, *kt’).
- Съчетания жд, вместо зж, жж (<*zg’, *zgj, *zdj) и шт, вместо шч (щ) (<*sk’, *skj, *stj).
- Употреба на ю, вместо оу, ie, вместо о, и а, вместо ia, в началото на думите.

В руската редакция се запазват и някои морфологични, синтактични и лексикални старобългаризми.

## Културно-историческо значение на старобългарския език
Културно-историческото значение на старобългарския език е многостранно. На първо място, той изиграва роля за културното обособяване на славяните. На второ място, той изиграва роля на катализатор и стимулатор при създаването на всички славянски езици, като при едни оказва по-силно въздействие и оставя по-дълбоки следи, а при други служи като пример. Не на последно място е значението на двупосочното въздействие на старобългарския език върху новобългарския книжовен език: от една страна непрекъсваната връзка с традицията на българска почва, и от друга – силната струя руско църковнославянско влияние.
Когато започва да действа задържащо за развитието на отделните славянски книжовни езици и когато те тръгват по собствения си път на развитие, старобългарският език е изпълнил вече своята историческа мисия като „лингва франка“ и остава в историята на световната цивилизация наред със санскрит, старогръцки език и латински.